# Contea di Laiyuan
La contea di Laiyuan (涞源县S, Láiyuán XiànP) è una contea della Cina, situata nella provincia di Hebei e amministrata dalla prefettura di Baoding.